# شاين بويس
شاين بويس (بالإنجليزية: Shane Bowes)‏ هو متسابق دراجات نارية أسترالي، ولد في 4 مارس 1969 في أديلايد في أستراليا.